# Умманц
Умманц (нем. Ummanz) — община в Германии, в земле Мекленбург-Передняя Померания на острове Рюген, входит в район Померания-Рюген, и подчиняется управлению Вест-Рюген.
Население составляет 575 человек (на 31 декабря 2013 года). Занимает площадь 41,83 км².

## Состав коммуны
В состав коммуны входит 15 населённых пунктов:
- Дубефиц (нем. Dubkevitz)
- Фрезенорт (нем. Freesenort)
- Большой Кубиц (нем. Groß Kubitz)
- Малый Кубиц (нем. Klein Kubitz)
- Хайде (нем. Haide)
- Лишо (нем. Lieschow)
- Люсфиц (нем. Lüßvitz)
- Мордорф (нем. Moordorf)
- Мурзевик (нем. Mursewiek)
- Зурендорф (нем. Suhrendorf)
- Танков (нем. Tankow)
- Унров (нем. Unrow)
- Фарбельфиц (нем. Varbelvitz)
- Вазе (нем. Waase)
- Вуссе (нем. Wusse)

## История
В 2011 году, после проведённых реформ, район Рюген был упразднён, а коммуна Умманц вошла в район Померания-Рюген.

## Галерея

Умманц на карте района и управления
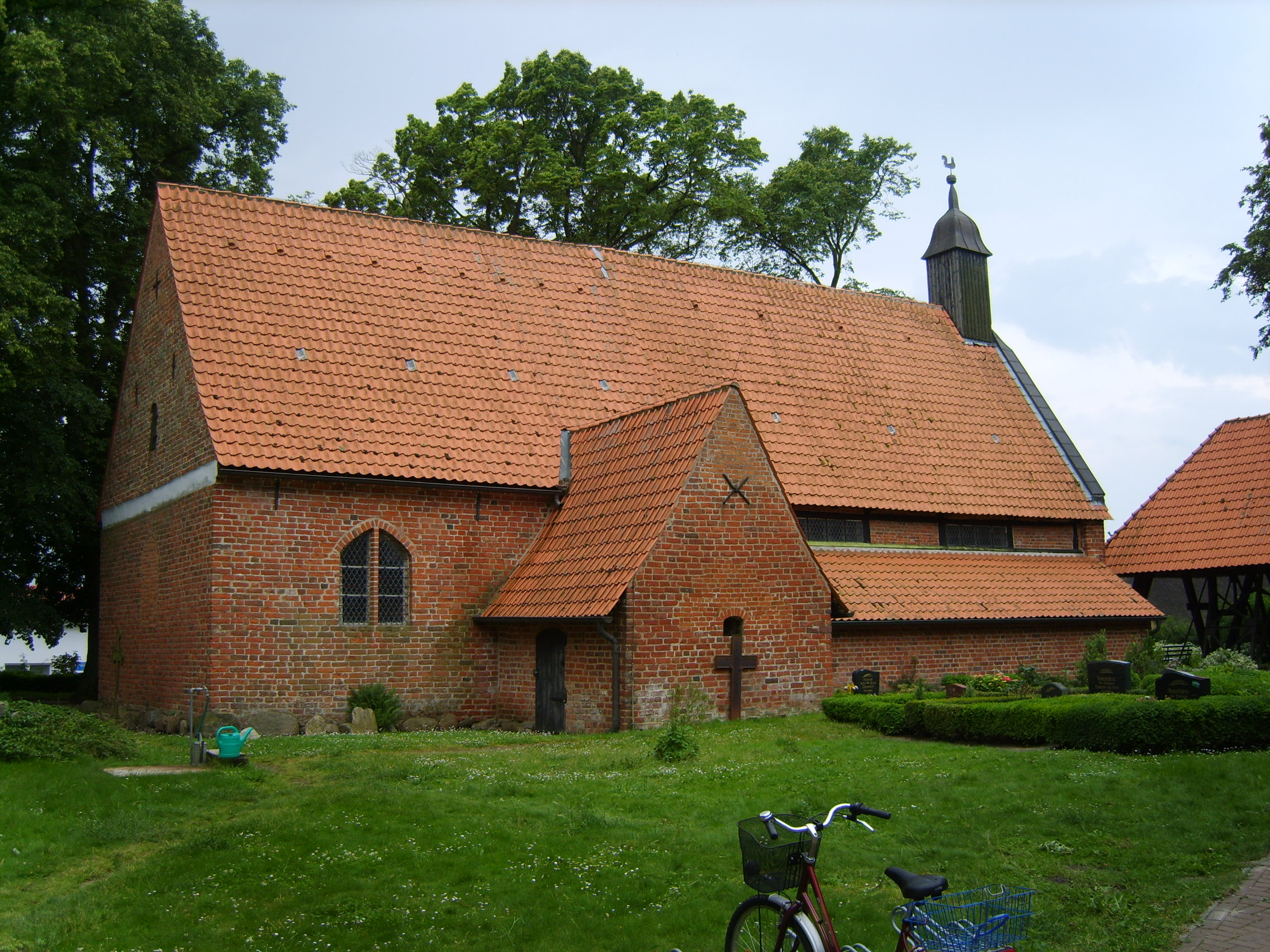
Церковь в Вазе
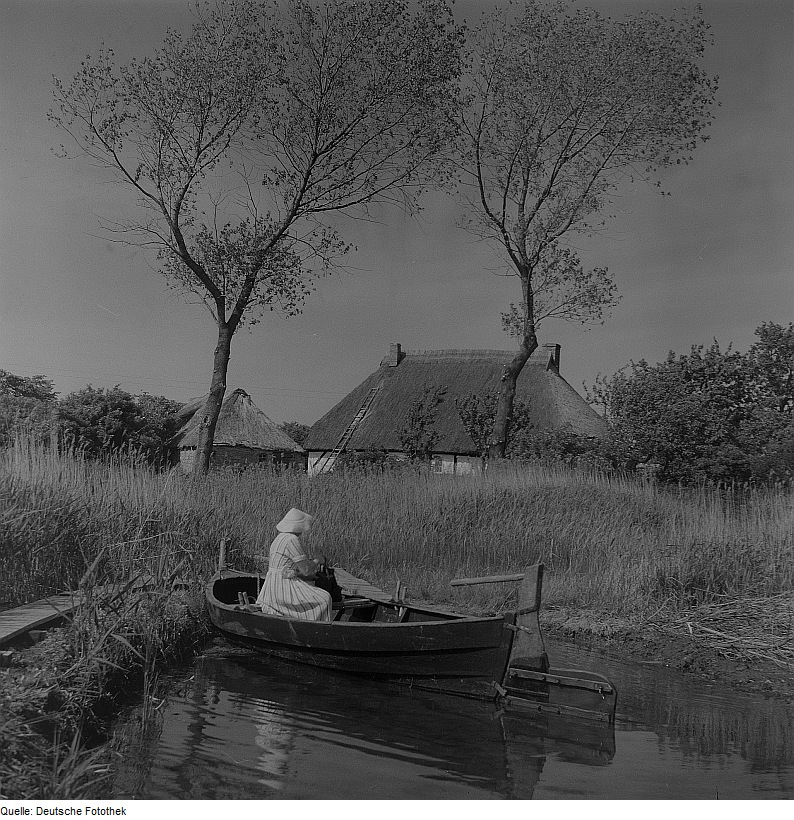
Женщина в лодке, Фрезенорт, 1962 год
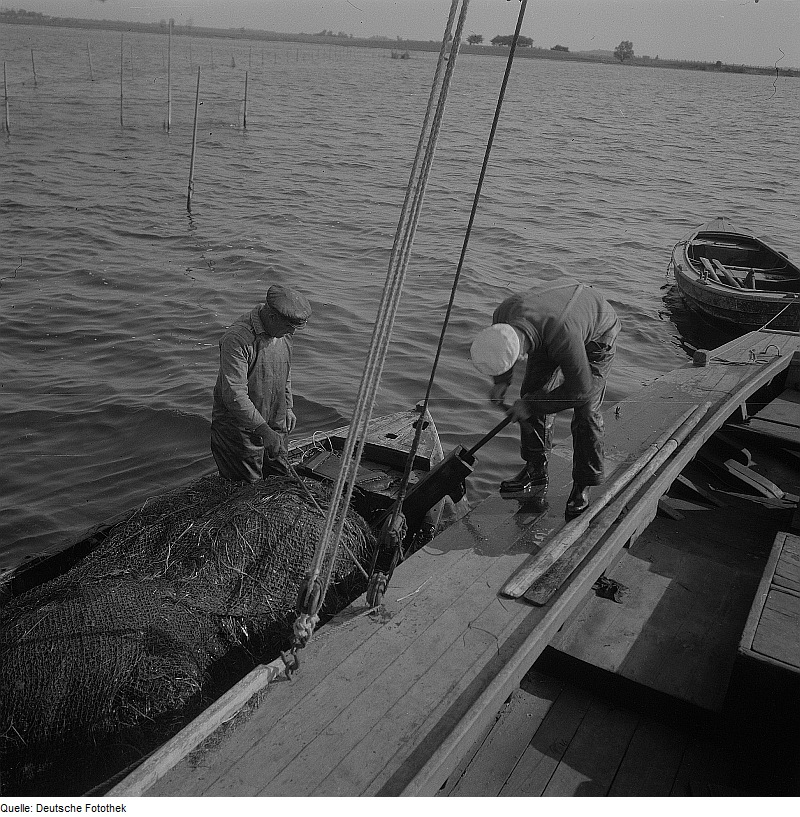
Рыбаки, Зурендорф, 1962 год